# Trachelyopterus coriaceus
Trachelyopterus coriaceus är en fiskart som beskrevs av Valenciennes, 1840. Trachelyopterus coriaceus ingår i släktet Trachelyopterus och familjen Auchenipteridae. Inga underarter finns listade i Catalogue of Life.